# Liphistius endau
Espèce
Liphistius endau est une espèce d'araignées mésothèles de la famille des Liphistiidae.

## Distribution
Cette espèce est endémique du Johor en Malaisie péninsulaire,.

## Description
Le mâle décrit par Schwendinger en 2017 mesure 22,30 mm.

## Étymologie
Son nom d'espèce lui a été donné en référence au lieu de sa découverte, Ulu Endau.

## Publication originale
- Sedgwick & Platnick, 1987 : A new species of Liphistius (Araneae, Mesothelae) from Johore, Malaysia. Malayan Nature Journal, vol. 41, p. 361-363.